# كونفوشيوس
كونفوشيوس أو كُنفُشيُس (بالصينية: 孔夫子) هو أول فيلسوف صيني يفلح في إقامة مذهب يتضمن كل التقاليد الصينية عن السلوك الاجتماعي والأخلاقي. ففلسفته قائمة على القيم الأخلاقية الشخصية وعلى أن تكون هناك حكومة تخدم الشعب تطبيقاً لمثل أخلاقي أعلى. ولقد كانت تعاليمه وفلسفته ذات تأثير عميق في الفكر والحياة الصينية والكورية واليابانية والتايوانية والفيتنامية. ويلقب بنبي الصين.
وكان كونفوشيوس محافظاً في نظرته إلى الحياة فهو يرى بأن العصر الذهبي للإنسانية كان في القدم وراءها، أي كان في الماضي. وهو لذلك كان يحن إلى الماضي ويدعو الناس إلى الحياة فيه. ولكن الحكام على زمانه لم يكونوا من رأيه ولذلك لقي بعض المعارضة. وقد اشتدت هذه المعارضة بعد وفاته ببضع مئات من السنين، عندما حكم الصين ملوك أحرقوا كتبه وحرموا تعاليمه، ورأوا فيها نكسة مستمرة. لأن الشعوب يجب أن تنظر أمامها، بينما هو يدعو الناس إلى النظر إلى الوراء، ولكن ما لبثت تعاليم كونفوشيوس أن عادت أقوى مما كانت وانتشر تلاميذه وكهنته في كل مكان. واستمرت فلسفة كونفوشيوس تتحكم في الحياة الصينية قرابة عشرين قرناً، أي من القرن الأول قبل الميلاد حتى نهاية القرن التاسع عشر بعد الميلاد.
أما إيمان أهل الصين بفلسفة كونفوشيوس فيعود إلى سببين:
- أولا: أنه كان صادقاً مخلصاً.
- ثانياً: أنه شخص معقول ومعتدل وعملي، وهذا يتفق تماماً مع المزاج الصيني، بل هذا هو السبب الأكبر في انتشار فلسفته في الصين. وهو بذلك كان قريباً منهم، فلم يطلب إليهم أن يغيروا حياتهم أو يطوروها. وإنما هو أكد لهم كل ما يؤمنون به فوجدوا أنفسهم في تعاليمه، ولذلك ظلت فلسفة كونفوشيوس صينية. ولم تتجاوزها إلا إلى اليابان وكوريا.

ولكن هذه الفلسفة قد انحسرت تماماً عن الصين. بعد أن تحولت إلى الشيوعية واتجهت الصين نحو المستقبل وانتزعت نفسها من هذه الديانة وذلك بالبعد عن الماضي ومسالمة الناس في الداخل والخارج. ولكن تظل فلسفة كونفوشيوس هي التي حققت سلاماً وأمناً داخلياً أكثر من عشرين قرناً للصين. وقد فشلت الكونفوشيسية أن تترك أثراً يذكر خارج الصين.
لفظ اسم كونفوشيوس هو الصيغة اللاتينية لأسم الفيلسوف الصيني الكبير. كونغ فوتسو الذي يعني «الملك الفيلسوف» وتكتنف الأسطورة حياة كونفوشيوس المبكرة إلا أنه قيل إنه كان أشد الأولاد دمامة في الصين، أذناه مسطّحتان ضخمتان، وأنفه أفطس كأنف الملاكمين وأسنانه ناتئة وحادة، وقيل أيضاً. إنه كان منذ صغره ذكياً، بل مفرط الذكاء.
وفي شبابه التحق بخدمة الحكومة، وعمل طوال سنين بجدّ ونجاح في مهنته هذه. ولكن مع تقدّمه في السن بدأ يحسّ بالرغبة في تحسين نوع الحياة بين إخوانه بني البشر. إلا أنه لم يفكر في أن ذلك من شأن حكومة خيّرة كريمة تقدّم الإنعامات والهبات إلى الرعايا، بل إن على هؤلاء أنفسهم أن يحسّنوا نمط حياتهم ومواقفهم من جيرانهم، بالاختصار كان يودّ تنمية حس أفضل من المسؤولية الاجتماعية.
في حوالي سن الستين استقال من وظيفته، وأنشأ مدرسة يعلّم فيها تلاميذه أفكاره، تمهيداً لإرسالهم إلى الأرياف الصينية لنقل تعاليمه إلى سكانها، وكان مخططه كبيرا وطموحا، ويتناول الأخلاق، والواجبات العائلية، والإصلاح الاجتماعي، العلاقات الشخصية الفردية، ويقال إنه لم يدوِّن الكثير من آرائه وأفكاره كتابة، ولكن أتباعه فعلوا ذلك. ومن بين الأعمال التي تُعزى إلى تعاليمه «المنتخبات الأدبية»، وهي سجل محاضراته.
وكان كونفوشيوس محترماً جداَ في حياته، وهو أشهر الفلاسفة الصينيين على الإطلاق.
ومن أقواله في الرجل المتفوّق:
- الرجل المتفوّق يودّ أن يكون بطيئاً في أقواله، وجادّاً في تصرّفه.
- ما يبحث عنه الرجل المتفوق في نفسه، يبحث عنه الرجل العادي في الآخرين.

## حياته
ولد كونفوشيوس أو كونك المعلم في عام 551 ق.م. في منطقة زو (鄒邑) بالقرب من تشيوفو الحالية بمقاطعة شاندونغ في شرق الصين. كانت المنطقة وقتها تخضع لسيطرة ملوك تشو، لكن بشكل مستقل تحت حكم اللوردات ليو المحليين. مات أبوه وهو طفل. فعاش مع أمه في فقر شديد. وعندما كبر عمل موظفاً في الحكومة. ثم اعتزل العمل الحكومي وبعدها أمضى ستة عشر عاماً من عمره يعظ الناس متنقلاً من مدينة إلى أخرى. وقد ألتف حوله عدد كبير من الناس، ولما بلغ الخمسين من عمره عاد إلى العمل في الحكومة. ولكن استطاع بعض الحاقدين عليه أن يطردوه من الحكومة، فترك لهم البلاد كلها. وأمضى بعد ذلك ثلاثة عشر عاماً مبشراً متجولاً. ثم عاد ليقيم في بلدته الخمس سنوات الأخيرة من عمره. وتوفى سنة 479ق.م.
وكان والد كونج في السبعين من عمره حين ولد له ولده، ومات حين بلغ ابنه سن الثالثة. وكان كنفوشيوس يعمل بعد الفراغ من المدرسة ليساعد على إعالة والدته، ولعله قد تعود في طفولته تلك الرزانة التي هي من خصائص كبار السن، والتي لازمته في كل خطوة خطاها طوال حياته. لكنه مع هذا وجد متسعاً من الوقت يحذق فيه الرماية والموسيقى؛ وبلغ من شدة ولعه بالموسيقى أنه كان يستمع مرة إلى لحن مطرب، فتأثر به تأثراً حمله على أن يمتنع عن أكل اللحوم، وظل بعدئذ ثلاثة أشهر لا يذوق فيها اللحم أبداً. ولم يكن يتفق اتفاقاً تاماً مع نيتشه في أن ثمة شيئاً من التناقض بين الفلسفة والزواج، ذلك أنه تزوج في التاسعة عشرة من عمره، ولكنه طلق زوجته وهو في الثالثة والعشرين، ويلوح أنه لم يتزوج بعدها أبداً. ولما بلغ الثانية والعشرين من عمره بدأ يشتغل بالتعليم، واتخذ داره مدرسة له، وكان يتقاضى من تلاميذه ما يستطيعون أداءه من الرسوم مهما كانت قليلة. وكانت الموارد التي يشملها برنامجه ثلاثاً: التاريخ والشعر وآداب اللياقة.

## أسماؤه
ولد كونفوشيوس باسم «كونك - فو - دزه» وكان أتباعه وتلامذته يدعونه كونك المعلم.

## الوحي ونبوة كونفوشيوس
ويُؤثر عن كونفوشيوس قوله: وقتما كنت في الخامسة عشر وقفت نفسي على الاطلاع، فلما بلغت الثلاثين توطدت معلوماتي، فلما أصبحت في الأربعين زالت شكوكي وفي الخمسين ميزت إرادة السماء، وفي الستين كنت مستعدا للإصغاء إليها، وفي السبعين تيسر لي إطاعة رغبة قلبي دون أن أتجاوز ما هو حق.
وفي مجلس ضم طائفة من مريديه تنهد وقال ليس هناك من يعرفني، فسأله أحدهم عن السبب فأجاب: إنني لا أجأر بالشكوى ضد الشعائر ولا ألقي باللوم على الناس، إن مطالعاتي ودراساتي – وإن كانت متواضعة – تخترق أعلى مكان ولعلي – قبل كل شيء – معروف لدى السماء.
ووصف نفسه بأنه مجرد ناقل وليس مبدعا. ووردت بمأثورات كونفوشيوس عبارات يتحدث فيها عن السماء، معبود الصين الرئيسي ويبدو من استقراء كتاباته أنه كان يحس بأن السماء قد استودعته رسالة إبراء العالم الصيني من أوجاعه، وآمن بأن السماء لن تخذله وفي ذات مرة أظهر استهجانه لعدم ثقة أحد به لكنه أضاف بأن السماء تفهمه. ولقد انبهر المبشرون الغربيون عندما علموا ما عند الصينيين من حكم موروثة ووصايا وآراء خلقية سامية ولذا قرروا أن الصينيين لا بد أن قد بعث فيهم رسل ولقد أخذوا لهذا يوازنون بين التوراة والكتب الصينية في الأخلاق والحكم والوصايا. بل إن كونفوشيوس قسم الناس بالنسبة للمعرفة إلى أربع درجات فقال عن صاحب الدرجة الأولى: (رجل وهبته السماء المعرفة وأوتي الإلهام وهي من أعلى الدرجات).

## هجرة كونفوشيوس
اعتاد كونفوشيوس منذ أن بدأ دعوته على الطواف في الأقاليم الصينية لا يقيم في بلد إلا على نية الخروج منه وكلما حل على أمير مقاطعة دعاه إلى السلوك الفاضل.
ولم يكن اضطهاد كونفوشيوس يتمثل سوى في رفض الناس لتعاليمه وعدم تقبلها، أو تقبلها بعض الوقت ثم الخروج عليها فيما بعد، وهذا هو ما عانى منه كونفوشيوس وجعله يطوف في شتى مقاطعات الصين عله يجد من يتقبل تعاليمه، إلا أن بعض حكام المقاطعات كانوا يكرمونه ويعينونه في مناصب رفيعة كوزارة العدل.

## تقديس كونفوشيوس والأساطير حول شخصيته
وتجابهنا في سعينا لفهم كونفوشيوس صعوبات ضخمة تتبلور فيما أضفاه الصينيون على شخصيته من أساطير وحاكوه من أقاصيص ونسبوه إليه من روايات الأمر الذي يعرقل جهود الباحث لاجتلاء حقيقة هذه الشخصية الفذة واستكشاف أبعادها الواقعية. وتضفي الروايات الصينية القديمة هالة من التقديس على شخصية كونفوشيوس حتى يكاد أن ينسب إليه تأليف جميع ما أنتجه الفكر الصيني في جميع عصوره، فهي تعزو إليه تأليف ما يعرف في الفلسفة الصينية (بالمراجع الستة) وتشمل كتب: التغيرات، الأناشيد، السجلات التاريخية، الطقوس، حوليات الربيع والخريف، الموسيقى. لكن أثبتت الدراسات العلمية أنه لم يؤلفها لكنه استخدمها في تثقيف مريديه وكان أول من استعان بها في تعليم جمهرة الناس. ويروى أنه لما مات كونفوشيوس أقاموا له الهياكل وعبدوه على سنتهم في عبادة أرواح الأسلاف الصالحين، وأوشكوا أن يتخذوا عبادته عبادة رسمية أي حكومة على عهد أسرة (هان) في القرن الثاني قبل الميلاد، وأوجبوا تقديم القرابين والضحايا لذكراه في المدارس ومعاهد التعليم، وكانت هياكله في الواقع بمثابة مدارس يؤمها الناس لسماع الدروس كما يؤمونها لأداء الصلاة، ولم تزل عبادته قائمة إلى أوائل القرن العشرين فخصوه في سنة 1906 بمراسم الإله الأكبر (شانج تي) إله السماء لأنه في عرفهم (ند السماء) ومن لم يؤمن اليوم بربوبيته من الصينيين المتعلمين فله في نفسه توقير يقرب من التأليه وقد جعلوا يوم ميلاده عيدا قوميا يحجون فيه إلى مسقط رأسه.
تم تحديد يانغ هوه «الطاغية الذي عاش في تلك الأيام لتلبية كونفوشيوس»، لذلك قرر أن يرسل له هدية لكونفوشيوس لكنه لم يكن بالمنزل. ووفقا للتقاليد، عالما ليس الداخل والذي يتلقى هدية من الرب، والرب يجب أن تذهب سيرا على الأقدام لتشكره على جهوده الطيبة النعم. ومع ذلك، تم تحديد كونفوشيوس لا ترى، معتبرا نه هو الفخ الذي نصبه هذا الرجل مخادع وغيره. حتى انه تقرر دعم له عندما لا يكون المنزل، وليس لرؤيتها. ومع ذلك توقع يانغ هوه المناورة وأخذ زمام المبادرة، لدرجة أن يلتقي الاثنان على الطريق. عندما يرى يانغ هوى، وقال أنه يدرك انه في الواقع هو المحاصرين. لها الطرافة مصير هذه الحالة السيئة. هل يانغ هوى اسأل فعلا كونفوشيوس لنقل الأحمال في حكومتها الزائفة، مع الهدف النهائي المتمثل في زرع الفرقة في تينغ الحكومة الأمير المشروعة.
كما لقب في الصين بنبي الزمان.

## فلسفته
كثيراً ما وصف كونفوشيوس بأنه أحد مؤسسي الديانات، وهذا تعبير غير دقيق إن لم يكن خاطئاً فمذهبه ليس ديناً. فهو لا يتحدث عن إله أو السماوات. وإنما مذهبه هو طريقة في الحياة الخاصة والسلوك الاجتماعي والسلوك السياسي.
ومذهبه يقوم على الحب - حب الناس وحسن معاملتهم والرقة في الحديث والأدب في الخطاب. ونظافة اليد واللسان. وأيضاً يقوم مذهبه على احترام الأكبر سناً والأكبر مقاماً، وعلى تقديس الأسرة وعلى طاعة الصغير للكبير وطاعة المرأة لزوجها. ولكنه في نفس الوقت يكره الطغيان والاستبداد. وهو يؤمن بأن الحكومة إنما أنشئت لخدمة الشعب وليس العكس. وأن الحاكم يجب أن يكون عتد قيم أخلاقية ومثل عليا. ومن الحكم التي اتخذها كونفوشيوس قاعدة لسلوكه تلك الحكمة القديمة التي تقول: «أحب لغيرك ما تحبه لنفسك».
يعتبر كنفوشيوس الفضيلتين الهامتين هما (جن) و (لي) والرجل المثالي يسير حياته طبقا لهما. وقد ترجمت (جن) بالحب أو الاهتمام الحميم باخواننا البشر، أما (لي) فهي تصف مجموعة من الأخلاق والطقوس والتقاليد واللباقة والحشمة.
و كان كونفوشيوس محافظاً في نظرته إلى الحياة فهو يرى بأن العصر الذهبي للإنسانية كان وراءها - أي كان في الماضي. وهو لذلك كان يحن إلى الماضي ويدعو الناس إلى الحياة فيه.. ولكن الحكام على زمانه لم يكونوا من رأيه ولذلك لقي بعض المعارضة. وقد اشتدت هذه المعارضة بعد وفاته ببضع مئات من السنين، عندما ولي الصين ملوك أحرقوا كتبه وحرموا تعاليمه.. ورؤوا فيها نكسة مستمرة. لأن الشعوب يجب أن تنظر أمامها. بينما هو يدعو الناس إلى النظر إلى الوراء.. ولكن ما لبثت تعاليم كونفوشيوس أن عادت أقوى مما كانت وانتشر تلاميذه وكهنته في كل مكان.. واستمرت فلسفة كونفوشيوس تتحكم في الحياة الصينية قرابة عشرين قرناً - أي من القرن الأول قبل الميلاد حتى نهاية القرن التاسع عشر بعد الميلاد.
كونفوشيوس هو الذي حقق سلاماً وأمناً داخلياً أكثر من عشرين قرناً للصين. وقد فشلت الكونفوشية أن تترك أثراً يذكر خارج الصين. وفي زمن أسرة هان المالكة درج الأباطرة الصينيون على اختيار موظفي الدولة بطرح امتحان يعتمد إلى حد كبير على معرفة تعاليم وآداب كنفوشيوس. ولكن انحدرت قيمة كنفوشيوس في الوقت الحاضر وذلك لأن الصين الشيوعية هاجمت كنفوشيوس وتعاليمه.

### طريقة الرجل الأعلى
إذن فالحكمة تبدأ في البيت، وأساس المجتمع هو الفرد المنظم في الأسرة المنتظمة، وكان كنفوشيوس يتفق مع جوته في أن الرُقيّ الذاتي أساس الرُقيّ الاجتماعي؛ ولما سأله تزه لو «ما الذي يكون الرجل الأعلى؟» أجابه بقوله «أن يثقف نفسه بعناية ممزوجة بالاحترام». ونحن نراه في مواضع متفرقة من محاوراته يرسم صورة الرجل المثالي كما يراه هو جزءاً جزءاً- والرجل المثالي في اعتقاده هو الذي تجتمع فيه الفلسفة والقداسة فيتكون منهما الحكيم. والإنسان الكامل الأسمى في رأي كنفوشيوس يتكون من فضائل ثلاث كان كل من سقراط ونيتشه والمسيح يرى الكمال في كل واحدة منها بمفردها؛ وتلك هي الذكاء والشجاعة وحب الخير. وفي ذلك يقول:
| كونفوشيوس | "الرجل الأعلى يخشى ألا يصل إلى الحقيقة، وهو لا يخشى أن يصيبه الفقر. وهو واسع الفكر غير متشيع إلى فئة. وهو يحرص على ألا يكون فيما يقوله شئ غير صحيح. ولكنه ليس رجلاً ذكياً وحسب ، وليس طالب علم ومحباً للمعرفة وكفى ، بل هو ذو خلق وذو ذكاء. فإذا غلبت فيه الصفات الجسمية على ثقافته وتهذيبه كان جلفاً، وإذا غلبت فيه الثقافة والتهذيب على الصفات الجسمية تمثلت فيه أخلاق الكتبة؛ أما إذا تساوت فيه صفات الجسم والثقافة والتهذيب وامتزجت هذه بتلك كان لنا منه الرجل الكامل الفضيلة. فالذكاء هو الذهن الذي يضع قدميه على الأرض. وقوام الأخلاق الصالحة هو الإخلاص، وليس الإخلاص الكامل وحده هو الذي يميز الرجل الأعلى. إنه يعمل قبل أن يتكلم، ثم يتكلم بعدئذ وفق ما عمل. ولدينا في فن الرماية ما يشبه طريقة الرجل الأعلى. ذلك أن الرامي إذا لم يصب مركز الهدف رجع إلى نفسه ليبحث فيها عن سبب عجزه. إن الذي يبحث عنه الرجل الأعلى هو ما في نفسه؛ أما الرجل المنحط فيبحث عما في غيره. والرجل الأعلى يحزنه نقص كفايته، ولا يحزنه ألا يعرفه الناس، ولكنه مع ذلك يكره أن يفكر في ألاّ يذكر اسمه بعد موته. وهو متواضع في حديثه ولكنه متفوق في أعماله. قل أن يتكلم، فإذا تكلم لم يشك قط في أنه سيصيب هدفه. والشيء الوحيد الذي لا يدانى فيه الرجل الأعلى هو عمله الذي لا يستطيع غيره من الناس أن يراه. وهو معتدل في قوله وفعله. والرجل الأعلى يلتزم الطريق الوسط في كل شيء؛ ذلك أن الأشياء التي يتأثر بها الإنسان كثيرة لا حصر لها؛ وإذا لم يكن ما يحب وما يكره خاضعين للسنن والقواعد تبدلت طبيعته إلى طبيعة الأشياء التي تعرض له. والرجل الأعلى يتحرك بحيث تكون حركاته في جميع الأجيال طريقاً عاماً؛ ويكون سلوكه بحيث تتخذه جميع الأجيال قانوناً عاماً، ويتكلم بحيث تكون ألفاظه في جميع الأجيال مقاييس عامة لقيم الألفاظ." | كونفوشيوس |

### الفضيلة الكاملة
والرجل الأعلى يستمسك أشد الاستمساك بالقاعدة الذهبية التي نص عليها هنا صراحة قبل هلل بأربعة قرون وقبل المسيح بخمسة: "فقد سأل جونك جونك المعلم عن الفضيلة الكاملة فكان جوابه.
己所不欲，勿施於人。
«ما لا تتمناه لنفسك لا تتمناه لغيرك.»
الفضيلة الكاملة «ألا تفعل بغيرك ما لا تحب أن يفعل بك». وهذا المبدأ يتكرر مراراً وهو دائماً يتكرر في صيغة النفي، وقد ذكر مرة في كلمة واحدة. ذلك أن تزه- جونج سأله مرة: أليس ثمة كلمة واحدة يستطيع الإنسان أن يتخذها قاعدة يسير عليها طوال حياته؟ فأجابه المعلم: أليست هذه الكلمة هي المبادلة؟«، ولكنه لم يكن يرغب فيما يرغب فيه» لوَ دْزَه«وهو أن يقابل الشر بالخير، فلما أن سأله أحد تلاميذه:» ما قولك في المبدأ القائل بأن الإساءة يجب أن تجزى بالإحسان؟«أجاب بحدة لم يألفها تلاميذه منه:» وبأي شيء إذن تجزي الإحسان؟ لتكن العدالة جزاء الإساءة، وليكن الإحسان جزاء الإحسان«. وكان يرى أن القاعدة الأساسية التي تقوم عليها أخلاق الرجل الأعلى هي العطف الفياض على الناس جميعاً. والرجل الأعلى لا يغضبه أن يسمو غيره من الناس، فإذا رأى أفاضل الناس فكر في أن يكون مثلهم؛ وإذا رأى سفلة الناس عاد إلى نفسه يتقصى حقيقة أمره»؟ وهو لا يبالي أن يفتري عليه الناس أو يسلقوه بألسنة حداد، (بمعنى آخر مجامل بشوش لجميع الناس)، ولكنه لا يكيل المدح جزافاً؛ (لا يحقر من هم أقل منه)، (ولا يسعى لكسب رضاء من هم أعلى منه)، وهو جاد في سلوكه وتصرفاته، لأن الناس لا يوقّرون من لا يلتزم الوقار في تصرفاته معهم؛ متريث في أقواله، حازم في سلوكه، يصدر في أعماله عن قلبه؛ غير متعجل بلسانه ولا مولع بالإجابات البارعة السكاتة؛ وهو جاد لأن لديه عملاً يحرص على أدائه - وهذا هو سر مهابته غير المتكلفة؛ وهو بشوش لطيف حتى مع أقرب الناس إليه وألصقهم به، ولكنه يصون نفسه عن التبذل مع الناس جميعاً حتى مع ابنه.
ويجمع كنفوشيوس صفات رجله الأعلى الكثير الشبه "برجل أرسطو ذي العقل الكبير" في هذه العبارة. "يضع الرجل الأعلى نصب عينيه تسعة أمور لا ينفك يقلبها في فكره. فأما من حيث عيناه فهو يحرص على أن يرى بوضوح، وأما من حيث وجهه فهو يحرص على أن يكون بشوشاً ظريفاً ؛ وأما من حيث سلوكه فهو يحرص على أن يكون وقوراً ؛ وفي حديثه يحرص على أن يكون مخلصاً ؛ وفي تصريف شئون عمله يحرص على أن يبذل فيه عنايته، وأن يبعث الاحترام فيمن معه ؛ وفي الأمور التي يشك فيها يحرص على أن يسأل غيره من الناس ؛ وإذا غضب فكر فيما قد يجره عليه غضبه من الصعاب ؛ وإذا لاحت له المكاسب فكر في العدالة والاستقامة.

### اللاأدرية
فلنحاول أن نكون منصفين في حكمنا على هذه العقيدة. ولنقرّ بأنها ستكون نظرتنا إلى الحياة حين يجاوز الواحد منا الخمسين من عمره، ومبلغ علمنا أنها قد تكون أكثر انطباقاً على مقتضيات العقل والحكمة من شعر شبابنا. وإذا كنا نحن ضالين وشباناً فإنها هي الفلسفة التي يجب أن نقرن بها فلسفتنا نحن، لكي ينشأ مما لدينا من أنصاف الحقائق شئ يمكن فهمه وإدراكه. ولا يظن القارئ أنه سيجد في لا أدرية كنفوشيوس نظاماً فلسفياً- أي بناء منسقاً من علوم المنطق وما وراء الطبيعة والأخلاق والسياسة تسري فيه كله فكرة واحدة شاملة (فتحيله أشبه بقصور نبوخذ نصر (بختنصّر) التي نقش اسمه على كل حجر من حجارتها). لقد كان كنفوشيوس يعلّم أتباعه فن الاستدلال، ولكنه لم يكن يعلمهم إياه بطريق القواعد أو القياس المنطقي، بل بتسليط عقله القوي تسليطاً دائماً على آراء تلاميذه ؛ ولهذا فإنهم كانوا إذا غادروا مدرسته لا يعرفون شيئاً عن المنطق ولكن كان في وسعهم أن يفكروا تفكيراً واضحاً دقيقاً. وكان أول الدروس، التي يلقيها عليهم المعلم، الوضوح والأمانة في التفكير والتعبير، وفي ذلك يقول: «كل ما يقصد من الكلام أن يكون مفهوما»- وهو درس لا تذكره الفلسفة في جميع الأحوال. «فإذا عرفت شيئاً فتمسك بأنك تعرفه ؛ وإذا لم تعرفه ؛ فأقرّ بأنك لا تعرفه- وذلك في حد ذاته معرفة».
وكان يرى أن غموض الأفكار، وعدم الدقة في التعبير، وعدم الإخلاص فيه، من الكوارث الوطنية القومية. فإذا كان الأمير الذي ليس أميراً بحق والذي لا يستمتع بسلطان الإمارة لا يسميه الناس أميراً، وإذا كان الأب الذي لا يتصف بصفات الأبوة لا يسميه الناس أباً، وإذا كان الابن العاق لا يسميه الناس ابناً ؛ إذا كان هذا كله فإن الناس قد يجدون في "تزه- لو" ما يحفزهم إلى إصلاح تلك العيوب التي طالما غطتها الألفاظ. ولهذا فإنه لما قال لكنفوشيوس: "إن أمير ويه في انتظارك لكي تشترك معه في حكم البلاد فما هو في رأيك أول شيء ينبغي عمله؟ فأجابه كنفوشيوس جوابا دهش له الأمير والتلميذ: "إن الذي لا بد منه أن تصحح الأسماء".
ولما كانت النزعة المسيطرة على كنفوشيوس هي تطبيق مبادئ الفلسفة على السلوك وعلى الحكم فقد كان يتجنب البحث فيما وراء الطبيعة، ويحاول أن يصرف عقول أتباعه عن كل الأمور الغامضة أو الأمور السماوية. صحيح أن ذكر «السماء» والصلاة كان َيرِدْ على لسانه أحياناً، وأنه كان ينصح أتباعه بألا يغفلوا عن الطقوس والمراسم التقليدية في عبادة الأسلاف والقرابين القومية، ولكنه كان إذا وجه إليه سؤال في أمور الدين أجاب إجابة سلبية جعلت شرّاح آرائه المحدثين يجمعون على أن يضموه إلى طائفة اللا أدريين. فلما أن سأله تزه- كونج، مثلا: «هل لدى الأموات علم بشيء أو هل هم بغير علم؟» أبى أن يجيب جواباً صريحاً. ولما سأله كي -لو، عن «خدمة الأرواح» (أرواح الموتى) أجابه «إذا كنت عاجزاً عن خدمة الناس فكيف تستطيع أن تخدم أرواحهم؟». وسأله كي- لو: «هل أجرؤ على أن أسألك عن الموت؟» فأجابه: «إذا كنت لا تعرف الحياة ، فكيف يتسنى لك أن تعرف شيئاً عن الموت». ولما سأله فارشي عن «ماهية الحكمة» قال له: «إذا حرصت على أداء واجبك نحو الناس ، وبعدت كل البعد عن الكائنات الروحية مع احترامك إياها أمكن أن تسمي هذه حكمة».
ويقول لنا تلاميذه إن «الموضوعات التي لم يكن المعلم يخوض فيها هي الأشياء الغريبة غير المألوفة ، وأعمال القوة ، والاضطراب ، والكائنات الروحية». وكان هذا التواضع الفلسفي يقلق بالهم ، وما من شك في أنهم كانوا يتمنون أن يحل لهم معلمهم مشاكل السموات ويطلعهم على أسرارها. ويقص علينا كتاب- لياتزه وهو مغتبط قصة غلمان الشوارع الذين أخذوا يسخرون من كنفوشيوس حين أقر لهم بعجزه عن هذا السؤال السهل وهو: «هل الشمس أقرب إلى الأرض في الصباح حين تبدو أكبر ما تكون ، أو في منتصف النهار حين تشتد حرارتها». وكل ما كان كنفوشيوس يرضى أن يقره من البحوث فيما وراء الطبيعة هو البحث عما بين الظواهر المختلفة جميعهاً من وحدة ، وبذل الجهد لمعرفة ما يوجد من تناغم وانسجام بين قواعد السلوك الحسن واطراد النظم الطبيعية. وقال مرة لأحد المقربين إليه: «أظنك يا تزه تعتقد أني من أولئك الذين يحفظون أشياء كثيرة ويستبقونها في ذاكرتهم؟» فأجابه تزه- كونج بقوله: «نعم أظن ذلك ولكني قد أكون مخطئاً في ظني؟» فرد عليه الفيلسوف قائلا «لا ، إني أبحث عن الوحدة ، الوحدة الشاملة» وذلك بلا ريب هو جوهر الفلسفة. وكانت الأخلاق مطلبه وهمه الأول ، وكان يرى أن الفوضى التي تسود عصره فوضى خلقية ، لعلها نشأت من ضعف الإيمان القديم وانتشار الشك السفسطائي في ماهية الصواب والخطأ.
ولم يكن علاجها في رأيه هو العودة إلى العقائد القديمة ، وإنما علاجها هو البحث الجدي عن معرفة أتم من المعرفة السابقة وتجديد أخلاقي قائم على تنظيم حياة الأسرة على أساس صالح قويم. والفقرتان الآتيتان المنقولتان عن كتاب التعليم الأكبر تعبران أصدق تعبير وأعمقه عن المنهج الفلسفي الكنفوشي. "إن القدامى الذين أرادوا أن ينشروا أرقى الفضائل في أنحاء الإمبراطورية قد بدءوا بتنظيم ولاياتهم أحسن تنظيم ، ولما أرادوا أن يحسنوا تنظيم ولاياتهم بدءوا بتنظيم أسرهم ، ولما أرادوا تنظيم أسرهم بدءوا بتهذيب نفوسهم ؛ ولما أرادوا أن يهذبوا نفوسهم بدءوا بتطهير قلوبهم ، ولما أرادوا أن يطهروا قلوبهم عملوا أولاً على أن يكونوا مخلصين في تفكيرهم ؛ ولما أرادوا أن يكونوا مخلصين في تفكيرهم بدءوا بتوسيع دائرة معارفهم إلى أبعد حد مستطاع ، وهذا التوسع في المعارف لا يكون إلا بالبحث عن حقائق الأشياء.
فلما أن بحثوا عن حقائق الأشياء أصبح علمهم كاملاً ، ولما كمل علمهم خلصت أفكارهم ، فلما خلصت أفكارهم تطهرت قلوبهم ، ولما تطهرت قلوبهم ، تهذبت نفوسهم ، ولما تهذبت نفوسهم انتظمت شئون أسرهم ، ولما انتظمت شئون أسرهم صلح حكم ولاياتهم ؛ ولما صلح حكم ولاياتهم أضحت الإمبراطورية كلها هادئة سعيدة. تلك هي مادة الفلسفة الكنفوشية ، وهذا هو طابعها ، وفي وسع الإنسان أن ينسى كل ما عدا هذه الألفاظ من أقوال المعلم وأتباعه ، وأن يحتفظ بهذه المعاني التي هي "جوهر الفلسفة وقوامها" وأكمل مرشد للحياة الإنسانية. ويقول كنفوشيوس "إن العالم في حرب لأن الدول التي يتألف منها فاسدة الحكم ؛ والسبب في فساد حكمها أن الشرائع الوضعية مهما كثرت لا تستطيع أن تحل محل النظام الاجتماعي الطبيعي الذي تهيئه الأسرة. والأسرة مختلة عاجزة عن تهيئة هذا النظام الاجتماعي الطبيعي ، لأن الناس ينسون أنهم لا يستطيعون تنظيم أسرهم من غير أن يُقوّموا نفوسهم وهم يعجزون عن أن يقوموا أنفسهم لأنهم لم يطهروا قلوبهم أي أنهم لم يطهروا نفوسهم من الشهوات الفاسدة الدنيئة ؛ وقلوبهم غير طاهرة لأنهم غير مخلصين في تفكيرهم ، لا يقدرون الحقائق قدرها ويخفون طبائعهم بدل أن يكشفوا عنها ؛ وهم لا يخلصون في تفكيرهم لأن أهواءهم تشوه الحقائق وتحدد لهم النتائج بدل أن يعملوا على توسيع معارفهم إلى أقصى حد مستطاع ببحث طبائع الأشياء بحثاً منزهاً عن الأهواء.
فليسع الناس إلى المعارف المنزهة عن الهوى يخلصوا في تفكيرهم ، وليخلصوا في تفكيرهم تتطهر قلوبهم من الشهوات الفاسدة ؛ ولتطهر قلوبهم على هذه الصورة تصلح نفوسهم ؛ ولتصلح نفوسهم تصلح من نفسها أحوال أسرهم ؛ وليس الذي تصلح به هذه الأسر هو المواعظ التي تحث على الفضيلة أو العقاب الشديد الرادع ، بل الذي يصلحها هو ، ما للقدوة الحسنة من قوة صامتة ؛ ولتنظم شئون الأسرة عن طريق المعرفة والإخلاص والقدوة الصالحة ، يتهيأ للبلاد من تلقاء نفسه نظام اجتماعي يتيسر معه قيام حكم صالح. ولتحافظ الدولة على الهدوء في أرضها والعدالة في جميع أرجائها يسد السلام العالم بأجمعه ويسعد جميع من فيه- تلك نصيحة تدعو إلى الكمال المطلق وتنسى أن الإنسان حيوان مفترس ؛ ولكنها كالمسيحية تحدد لنا هدفاً نسعى لندركه وسلماً نرقاه لنصل به إلى هذا الهدف. وما من شك في أن في هذه النصوص قواعد فلسفية ذهبية.

### الأخلاق
ومن أقواله: «إن أخلاق الرجل تكونها القصائد وتنميها المراسم» (أي آداب الحفلات والمجاملات) «وتعطرها الموسيقي». وكان تعليمه كتعليم سقراط شفهياً لا يلجأ فيه إلى الكتابة ، ولهذا فإن أكثر ما نعرفه من أخباره قد وصل إلينا عن طريق أتباعه ومريديه ، وذلك مصدر لا يوثق به. وقد ترك إلى الفلاسفة مثلاً قل أن يعبئوا به- وهو ألا يهاجموا قط غيرهم من المفكرين ، وألا يضيعوا وقتهم في دحض حججهم. ولم يكن يعلم طريقة من طرائق المنطق الدقيق ، ولكنه كان يشحذ عقول تلاميذه بأن يعرض بأخطائهم في رفق ويطلب إليهم شدة اليقظة العقلية.
ومن أقواله في هذا المعنى:
.
ولم يكن يشك في أن صنفين اثنين من الناس هما وحدهما اللذان لا يستطيعان أن يفيدا من تعاليمه وهما أحكم الحكماء وأغبى الأغبياء ، وأن لا أحد يستطيع أن يدرس الفلسفة الإنسانية بأمانة وإخلاص دون أن تصلح دراستها من خلقه وعقله. «وليس من السهل أن نجد إنسانا واصل الدرس ثلاث سنين دون أن يصبح إنساناً صالحاً». ولم يكن له في بادئ الأمر إلا عدد قليل من التلاميذ ، ولكن سرعان ما تواترت الإشاعات بأن وراء شفتي الثور والفم الواسع كالبحر قلباً رقيقاً وعقلاً يفيض بالعلم والحكمة ، فألتف الناس حوله حتى استطاع في آخر أيام حياته أن يفخر بأنه قد تخرج على يديه ثلاثة آلاف شاب غادروا منزله ليشغلوا مراكز خطيرة في العالم.
وكان بعض الطلبة- وقد بلغ عددهم في وقت من الأوقات سبعين طالباً- يعيشون معه كما يعيش الطلبة الهنود المبتدئون مع مدرسيهم (الجورو)؛ ونشأت بين المدرس وتلاميذه صلات ود وثيقة دفعت هؤلاء التلاميذ في بعض الأحيان إلى الاحتجاج على أستاذهم حين رأوه يعرّض نفسه للخطر أو اسمه للمهانة. وكان رغم شدته عليهم يحب بعضهم أكثر مما يحب ابنه ، ولما مات هُوِي بكى عليه حتى قرحت دموعه مآقيه. وسأله دوق جاي يوماً من الأيام أي تلاميذه أحبهم إلى المعلم فأجابه:
وكان إذا غضب كظم غيظه ؛ وإذا أخطأ مرة لم يعد إلى خطئه. ومما يؤسف له أنه كان قصير الأجل فمات وليس له في هذا الوقت (نظير). وكان الطلبة الكسالى يتحاشون لقاءه فإذا لقيهم قسا عليهم ، وذلك لأنه لم يكن يتورع عن أن يعلم الكسول بضربة من عكازته ويطرده من حضرته دون أن تأخذه به رأفة. ومن أقواله: "ما أشقى الرجل الذي يملأ بطنه بالطعام طوال اليوم ، دون أن يجهد عقله في شيء.
لا يتواضع في شبابه التواضع الخليق بالأحداث ، ولا يفعل في رجولته شيئاً خليقاً بأن يأخذه عنه غيره ، ثم يعيش إلى أرذل العمر- إن هذا الإنسان وباء«. وما من شك في أنه كان يبدو غريب المنظر وهو واقف في حجرته أو في الطريق العام ، يعلم مريديه التاريخ والشعر والآداب العامة والفلسفة ، ولا يقل استعداده وهو في الطريق عن استعداده وهو في حجرته. وتمثله الصور التي رسمها له المصورون الصينيون في آخر سني حياته رجلاً ذا رأس أصلع لا تكاد تنمو عليه شعرة ، قد تجعد وتعقد لكثرة ما مر به من التجارب ، ووجه ينم عن الجد والرهبة ولا يشعر قط بما يصدر عن الرجل في بعض الأحيان من فكاهة ، وما ينطوي عليه قلبه من رقة ، وإحساس بالجمال مرهف يُذكّر المرء بأنه أمام إنسان من الآدميين رغم ما يتصف به من كمال لا يكاد يطاق ، وقد وصفه في أيام كهولته الأولى مدرس له كان ممن يعلمونه الموسيقى فقال:» لقد تبينت في جونج- تي كثيراً من دلائل الحكمة ، فهو أجبه واسع العين ، لا يكاد يفترق في هذين الوصفين عن هوانج- دي.
وهو طويل الذراعين ذو ظهر شبيه بظهر السلحفاة ، ويبلغ طول قامته تسع أقدام (صينية) وست بوصات. وإذا تكلم أثنى على الملوك الأقدمين ، وهو يسلك سبيل التواضع والمجاملة ؛ وما من موضوع إلا سمع به ، قوي الذاكرة لا ينسى ما يسمع ؛ ذو علم بالأشياء لا يكاد ينفد. ألسنا نجد فيه حكيماً ناشئاً؟". وتعزو إليه الأقاصيص "تسعاً وأربعين صفة عجيبة من صفات الجسم يمتاز بها عن غيره من الناس". ولما فرّقت بعض الحوادث بينه وبين مريديه في أثناء تجواله ، عرفوا مكانه على الفور من قصة قصها عليهم أحد المسافرين ، قال إنه التقى برجل بشع الخلقة "ذي منظر كئيب شبيه بمنظر الكلب الضال". ولما أعاد هذا القول على مسامع كنفوشيوس ضحك منه كثيراً ولم يزد على أن قال: "عظيم!عظيم!". وكان كنفوشيوس معلماً من الطراز القديم يعتقد أن التنائي عن تلاميذه وعدم الاختلاط بهم ضروريان لنجاح التعليم. وكان شديد المراعاة للمراسم ، وكانت قواعد الآداب والمجاملة طعامه وشرابه ، وكان يبذل ما في وسعه للحد من قوة الغرائز والشهوات وكبح جماحها بعقيدته المتزمتة الصارمة. ويلوح أنه كان يزكي نفسه في بعض الأحيان. ويروى عنه أنه قال عن نفسه يوماً من الأيام مقالة فيها بعض التواضع- "قد يوجد في كفر من عشر أسر رجل في مثل نبلي وإخلاصي ، ولكنه لن يكون مولعاً بالعلم مثلي".
وقال مرة أخرى:
على أننا نستطيع أن نقول بوجه عام إنه كان متواضعا في عظمته. ويؤكد لنا تلاميذه أن «المعلم كان مبرأ من أربعة عيوب ؛ كان لا يجادل وفي عقله حكم سابق مقرر ، ولا يتحكم في الناس ويفرض عليهم عقائده ، ولم يكن عنيداً ولا أنانياً». وكان يصف نفسه بأنه «ناقل غير منشئ». وكان يدعي أن كل ما يفعله هو أن ينقل إلى الناس ما تعلمه من الإمبراطورين العظيمين يو وشون. وكان شديد الرغبة في حسن السمعة والمناصب الرفيعة ، ولكنه لم يكن يقبل أن يتراضى على شيء مشين ليحصل عليهما أو يستبقيهما. وكم من مرة رفض منصباً رفيعاً عرضه عليه رجال بدا له أن حكومتهم ظالمة.
وكان مما نصح به تلاميذه أن من واجب الإنسان أن يقول:
وكان من بين تلاميذه أبناء هانج هِي ، أحد وزراء دوق لو، وقد وصل كنفوشيوس عن طريقهم إلى بلاط ملوك جو في لو- يانج ، ولكنه ظل بعيداً بعض البعد عن موظفي البلاط ، وآثر على الاقتراب منهم زيارة الحكيم لو- دزه وهو على فراش الموت كما سبق القول. فلما عاد إلى لو وجدها مضطربة ممزقة الأوصال بما قام فيها من نزاع وشقاق ، فانتقل منها إلى ولاية تشي المجاورة لها ومعه طائفة من تلاميذه مخترقين في طريقهم إليها مسالك جبلية وعرة مهجورة. ولشد ما كانت دهشتهم حين أبصروا في هذه القفار عجوزا تبكي بجوار أحد القبور. فأرسل إليها كنفوشيوس تسه- لو يسألها عن سبب بكائها وحزنها ، فأجابته قائلة: «إن والد زوجي قد فتك به نمر في هذا المكان ، ثم ثنى النمر بزوجي ، وهاهو ذا ولدي قد لاقى هذا المصير نفسه». ولما سألها كنفوشيوس عن سبب إصرارها على الإقامة في هذا المكان الخطر ، أجابته قائلة: «ليس في هذا المكان حكومة ظالمة». فالتفت كنفوشيوس إلى طلابه وقال لهم: «أي أبنائي اذكروا قولها هذا ؛ إن الحكومة الظالمة أشد وحشية من النمر». ومثل كنفوشيوس بين يدي دوق تشي وسرّ الدوق من جوابه حين سأله عن ماهية الحكومة الصالحة: «توجد الحكومة الصالحة حيث يكون الأمير أميراً ، والوزير وزيراً ، والأب أباً والابن ابناً»، وعرض عليه الدوق نظير تأييده إياه خراج مدينة لن -شيو ، ولكن كنفوشيوس رفض الهبة وأجابه بأنه لم يفعل شيئاً يستحق عليه هذا الجزاء. وأراد الدوق أن يحتفظ به في بلاطه وأن يجعله مستشاراً له ، ولكن جان ينج كبير وزرائه أقنعه بالعدول عن رأيه وقال له: «إن هؤلاء العلماء رجال غير عمليين لا يستطاع تقليدهم ؛ وهم متغطرسون مغرورون بآرائهم ، لا يقنعون بما يعطى لهم من مراكز متواضعة. وللسيد كونج هذا من الخصائص ما يبلغ الألف عداً. ولو أردنا أن نلم بكل ما يعرفه عن مراسم الصعود والنزول لتطلب منا ذلك أجيالاً طوالاً». ولم يثمر هذا اللقاء ثمرة ما ، وعاد كنفوشيوس على أثره إلى لو وظل يعلم تلاميذه فيها خمسة عشر عاماً أخرى قبل أن يستدعى ليتولى منصباً عاماً في الدولة. وواتته الفرصة حين عُيّن في أواخر القرن السادس قبل الميلاد كبير القضاة في مدينة جونج- دو.
وتقول الرواية الصينية إن المدينة في أيامه قد اجتاحتها موجة جارفة من الشرف والأمانة ، فكان إذا سقط شيء في الطريق بقي حيث هو أو أعيد إلى صاحبه. ولما رقاه الدوق دنج دوق لو إلى منصب نائب وزير الأشغال العامة شرع في مسح أرض الدولة وأدخل إصلاحات جمة في الشئون الزراعية ، ويقال أنه لما رقي بعدئذ وزير للجرائم كان مجرد وجوده في هذا المنصب كافياً لقطع دابر الجريمة. وفي ذلك تقول السجلات الصينية: «لقد استحت الخيانة واستحى الفساد أن يطلاّ برأسيهما واختفيا ، وأصبح الوفاء والإخلاص شيمة الرجال ، كما أصبح العفاف ودماثة الخلق شيمة النساء. وجاء الأجانب زرافات من الولايات الأخرى ، وأصبح كنفوشيوس معبود الشعب». إن في هذا الإطراء من المبالغة ما يجعله موضع الشك ؛ وسواء كان خليقاً به أو لم يكن فإنه كان أرقى من أن يعمر طويلاً. وما من شك في أن المجرمين قد أخذوا يأتمرون بالمعلم الكبير ويدبرون المكائد للإيقاع به. ويقول المؤرخ الصيني: إن الولايات القريبة من «لو» دب فيها دبيب الحسد وخشيت على نفسها من قوة «لو» الناهضة. ودبّر وزير ماكر من وزراء تشي مكيدة ليفرق بها بين دوق «لو» وكنفوشيوس، فأشار على دوق تشي بأن يبعث إلى تنج بسرب من حسان «الفتيات المغنيات» وبمائة وعشرين جواداً تفوق الفتيات جمالاً.
وأسرت البنات والخيل قلب الدوق فغفل عن نصيحة كنفوشيوس (وكان قد علمه أن المبدأ الأول من مبادئ الحكم الصالح هو القدوة الصالحة)، فأعرض عن وزرائه وأهمل شئون الدولة إهمالاً معيباً. وقال دزه لو لكنفوشيوس: «أيها المعلم لقد آن لك أن ترحل». واستقال كنفوشيوس من منصبه وهو كاره ، وغادر لو ، وبدأ عهد تجوال وتشرد دام ثلاثة عشر عاماً. وقال فيما بعد «إنه لم ير قط إنساناً يحب الفضيلة بقدر ما يحب الجمال». والحق أن من أغلاط الطبيعة التي لا تغتفر لها أن الفضيلة والجمال كثيراً ما يأتيان منفصلين لا مجتمعين. وأصبح المعلم وعدد قليل من مريديه المخلصين مغضوباً عليهم في وطنهم ، فأخذوا يتنقلون من إقليم إلى إقليم ، يلقون في بعضها مجاملة وترحاباً ، ويتعرضون في بعضها الآخر لضروب من الحرمان والأذى. وهاجمهم الرعاع مرتين ، وكادوا في يوم من الأيام يموتون جوعاً ، وبرّح بهم ألم الجوع حتى شرع تْزَه- لو نفسه يتذمر ويقول إن حالهم لا تليق «بالإنسان الراقي». وعرض دوق وى على كنفوشيوس أن يوليه رياسة حكومته، ولكن كنفوشيوس رفض هذا العرض ، لأنه لم تعجبه مبادئ الدوق. وبينما كانت هذه الفئة الصغيرة في يوم من الأيام تجوس خلال تشي إذ التقت بشيخين عافت نفسهما مفاسد ذلك العهد ، فاعتزلا الشئون العامة كما اعتزلها لو دزه، وآثرا عليها الحياة الزراعية البعيدة عن جلبة الحياة العامة. وعرف أحد الشيخين كنفوشيوس ، ولام تْزَه- لو ، على سيره في ركابه ، وقال له: «إن الاضطراب يجتاح البلاد اجتياح السيل الجارف ، ومن ذا الذي يستطيع أن يبدل لكم هذه الحال؟ أليس خيراً لكم أن تتبعوا أولئك الذين يعتزلون العالم كله ، بدل أن تتبعوا ذلك الذي يخرج من ولاية إلى ولاية؟». وفكر كنفوشيوس في هذا اللوم طويلاً ولكنه لم يفقد رجاءه في أن تتيح له ولاية من الولايات فرصة يتزعم فيها حركة الإصلاح والسلم.
ولما بلغ كنفوشيوس التاسعة والستين من عمره جلس دوق جيه آخر الأمر على عرش لو وأرسل ثلاثة من موظفيه إلى الفيلسوف يحملون إليه ما يليق من الهدايا بمقامه العظيم ، ويدعونه أن يعود إلى موطنه. وقضى كنفوشيوس الأعوام الخمسة الباقية من حياته يعيش معيشة بسيطة معززاً مكرماً ، وكثيرا ما كان يتردد عليه زعماء لو يستنصحونه ، ولكنه أحسن كل الإحسان بأن قضى معظم وقته في عزلة أدبية منصرفاً إلى أنسب الأعمال وأحبها إليه وهو نشر روائع الكتب الصينية وكتابة تاريخ الصينيين. ولما سأل دوق شي تْزَه- لو عن أستاذه ولم يجبه هذا عن سؤاله ، وبلغ ذلك الخبر مسامع كنفوشيوس ، قال له: " لِمَ لم تجبه بأنه ليس إلا رجلاً ينسيه حرصه على طلب العلم الطعام والشراب ، وتنسيه لذة (طلبه) أحزانه، وبأنه لا يدرك أن الشيخوخة مقبلة عليه" وكان يسلي نفسه في وحدته بالشعر والفلسفة ، ويسره أن غرائزه تتفق وقتئذ مع عقله ، ومن أقواله في ذلك الوقت: "لقد كنت في الخامسة عشرة من عمري مكباً على العلم ، وفي الثلاثين وقفت ثابتاً لا أتزعزع ، وفي سن الأربعين زالت عني شكوكي ، وفي الخمسين من عمري عرفت أوامر السماء، وفي الستين كانت أذني عضواً طيعاً لتلك الحقيقة، وفي السبعين كان في وسعي أن أطيع ما يهواه قلبي دون أن يؤدي بي ذلك إلى تنكب طريق الصواب والعدل. ومات كنفوشيوس في الثانية والسبعين من عمره ، وسمعه بعضهم يوماً من الأيام يغني في الصباح الباكر تلك الأغنية الحزينة:
سيدك الجبل الشاهق دكا،
وتتحطم الكتلة القوية،
ويذبل الرجل الحكيم كما يذبل النبات.
ولما أقبل عليه تلميذه تْزَه- كونج قال له: «لن يقوم في البلاد ملك ذكي أريب؛ وليس في الإمبراطورية رجل يستطيع أن يتخذني معلماً له. لقد تصرم أجلي وحان يومي». ثم آوى إلى فراشه ومات بعد سبعة أيام من ذلك اليوم. وواراه تلاميذه التراب باحتفال مهيب جدير بما تنطوي عليه قلوبهم من حب له وجلال ، وأحاطوا قبره بأكواخ لهم أقاموا فيها ثلاث سنين يبكونه كما يبكي الأبناء آباءهم. وبعد أن مضت هذه المدة غادروا جميعا أكواخهم إلاّ تْزَه- كونج ، وكان حبه إياه يفوق حبهم جميعاً ، فبقي بجوار قبر أستاذه ثلاث سنين أخرى واجماً حزيناً تتشعبه الهموم.

### السياسة
ويعتقد كنفوشيوس أن هؤلاء وحدهم هم الذين يستطيعون أن يعيدوا بناء الأسرة وأن ينقذوا الدولة. فالمجتمع يقوم على إطاعة الأبناء آباءهم ؛ والزوجة زوجها ؛ فإذا ذهبت هذه الطاعة حلت محلها الفوضى. وليس ثمة ما هو أسمى من قانون الطاعة هذا إلا شيء واحد وهو القانون الأخلاقي. «في وسع (الابن) وهو في خدمة أبويه أن يجادلهما بلطف ؛ فإذا رأى أنهما لا يميلان إلى اتباع (نصيحته) زاد احترامه لهما ، من غير أن يتخلى عن (قصده)؛ فإذا أمر الوالد ابنه أمراً خطأ وجب عليه أن يقاومه ، وعلى الوزير أن يقاوم أمر سيده الأعلى في مثل هذه الحال». وفي هذا القول يضع كنفوشيوس مبدأ من مبادئ منشيس التي تقرر حق الناس المقدس في الثورة.
على أن كنفوشيوس لم يكن بالرجل الثوري النزعة ؛ ولعله ما كان يظن أن من ترفعهم الثورة لم يخلقوا من طينة غير طينة من تطيح بهم. ولكنه رغم هذه الميول كان جريئاً فيما كتبه في كتاب الأغاني: "قبل أن تفقد ملوك (أسرة) شانج (قلوب) الشعب كانوا أحباء الله. فليكن فيما حل ببيت شانج نذير لكم ؛ إن الأمر العظيم لا يسهل دائماً الاحتفاظ به". والشعب هو المصدر الفعلي الحقيقي للسلطة السياسية ، ذلك أن كل حكومة لا تحتفظ بثقة الشعب تسقط لا محالة عاجلاً كان ذلك أو آجلاً. "وسأل تزه- كونج ، عن الحكم فقال له المعلم: "(لا بد للحكومة) من أن تحقق أموراً ثلاثة ، أن يكون لدى الناس كفايتهم من الطعام ، وكفايتهم من العتاد الحربي ، ومن الثقة بحكامهم". فقال تزه- كونج: "فإذا لم يكن بد من الاستغناء عن أحد هذه الشروط ، فأي هذه الثلاثة يجب أن تتخلى عنه أولاً؟" فأجاب المعلم: "العتاد الحربي". وسأله تزه- كونج مرة أخرى: "وإذا كان لا بد من الاستغناء عن أحد الشرطين الباقيين فأيهما يجب أن تتخلى عنه؟".
فأجاب المعلم: «فلنتخل عن الطعام ؛ ذلك أن الموت كان منذ الأزل قضاء محتوماً على البشر ، أما إذا لم يكن للناس ثقة (بحكامهم) فلا بقاء (للدولة)». ويرى كنفوشيوس أن المبدأ الأول الذي يقوم عليه الحكم هو نفس المبدأ الأول الذي تقوم عليه الأخلاق- ألا وهو الإخلاص. ولهذا كانت أداة الحكم الأولى هي القدوة الصالحة ؛ ومعنى هذا أن الحاكم يجب أن يكون هو المثل الأعلى في السلوك الحسن ، حتى يحذو الناس حذوه ، فيعم السلوك الطيب جميع أفراد شعبه. وسأل كي كانج كنفوشيوس عن الحكومة قائلاً: «ما قولك في قتل من لا مبدأ لهم ولا ضمير لخير أصحاب المبادئ والضمائر؟»، فأجابه كنفوشيوس: «وما حاجتك يا سيدي إلى القتل في قيامك بأعباء الحكم؟ لتكن نيتك الصريحة البينة فعل الخير ، فيكون الناس أخياراً. إن العلاقة القائمة بين الأعلى والأدنى لشبيهة بالعلاقة بين الريح والكلأ ، فالكلأ يميل إذا هبت عليه الريح. وما أشبه الذي ينهج في حكمه نهج الفضيلة بالنجم القطبي الذي لا يتحول عن مكانه والذي تطوف النجوم كلها حوله..»، وسأل كي كانج كيف ُيحمل الناس على أن يجلوا (حاكمهم)، وأن يخلصوا له ، وأن يلتزموا جانب الفضيلة؟ فأجابه المعلم: «فليرأسهم في وقار- يحترموه ، وليكن عطوفاً عليهم رحيماً بهم ، يخلصوا له. وليقدم الصالحين ويعلّم العاجزين- يحرصوا على أن يكونوا فضلاء».
وإذا كانت القدوة الحسنة أولى وسائل الحكم ، فإن حسن الاختيار للمناصب وسيلته الثانية: «استمل الصالحين المستقيمين ، وانبذ المعوجين ، وبهذه الطريقة يستقيم المعوج». وتقول عقيدة الوسط: «إن تصريف شئون الحكم إنما يقوم على (استعمال من يصلح له من الناس). وما من سبيل إلى الحصول على هؤلاء الناس إلا أن تكون أخلاق (الحاكم) نفسه صالحة». وأي شيء لا تستطيع الوزارة المؤلفة من الرجال الأعلين أن تعمله في جيل واحد لتطهير الدولة والارتفاع بالشعب إلى مستوى عال من الحضارة؟ - إن أول ما يحرصون عليه ألا تكون لهم قدر المستطاع علاقات خارجية ، وأن يعملوا على أن يكتفوا بغلاتهم عن غلات غيرهم، حتى لا تشن أمتهم الحرب على غيرها من الأمم للحصول على هذه الغلات ، ثم يقللون من ترف بطانة الملوك ويعملون على توزيع الثروة في أوسع نطاق لأن «تركيز الثروة هو السبيل إلى تشتيت الشعب ، وتوزيعها هو السبيل إلى جمع شتاته»، ثم يخففون العقاب وينشرون التعليم العام لأن «التعليم إذا انتشر انعدمت الفروق بين الطبقات». ويشير كنفوشيوس بألا تدرس الموضوعات العليا لذوي المواهب الوسطى ، أما الموسيقى فيجب أن تعلم للناس أجمعين. ومن أقواله في هذا: «إذا أتقن الإنسان الموسيقى ، وقوم عقله وقلبه بمقتضاها وعلى هديها ، تطهر قلبه وصار قلباً طبيعياً ، سليماً ، رقيقاً، عامراً بالإخلاص والوفاء ، يغمره السرور والبهجة. وخير الوسائل لإصلاح الأخلاق والعادات. أن توجه العناية إلى الموسيقى التي تعزف في البلا. والأخلاق الطيبة والموسيقى يجب ألاّ يهملهما الإنسان. فالخير شديد الصلة بالموسيقى والاستقامة تلازم الأخلاق الطيبة على الدوام». وعلى الحكومة أن تُعنى أيضاً بغرس الأخلاق الطيبة ، ذلك أن الأخلاق إذا فسدت فسدت الأمة معها. وآداب اللياقة هي التي تكون على الأقل المظهر الخارجي لأخلاق الأمة وإن لم يدرك الناس هذا ، وهي تضفي على الحكيم لطف الرجل المهذب ؛ وما من شك في أن المرء ابن عادته.
أما من الوجهة السياسية "فآداب اللياقة حواجز تقوم بين الناس وبين الانغماس في المفاسد"، و"من ظن أن الحواجز القديمة لا نفع فيها فهدّمها حلّت به الكوارث الناشئة من طغيان المياه الجارفة". ويكاد الإنسان أن يسمع هذا القول الصارم الذي نطق به المعلم الغاضب يتردد هذه الأيام في جنبات "بهو الآداب القديمة" التي نقشت ألفاظها على حجارته ، والتي دنستها أوضار الثورة وحقرتها. ومع هذا فقد كان لكنفوشيوس أيضا أحلامه ومثله العليا في الحكومات والدول. فقد كان يعطف بعض الأحيان على الذين إذا اقتنعوا بأن الأسرة الحاكمة فقدت "الأمر الأعلى" أي "أمر السماء"، قوضوا أركان نظام من نظم الحكم لكي يقيموا على أنقاضه نظاماً خيراً منه. وقد اعتنق في آخر الأمر المبادئ الاشتراكية وأطلق فيها لخياله العنان! "إذا ساد المبدأ الأعظم (مبدأ التماثل الأعظم) أصبح العالم كله جمهورية واحدة ؛ واختار الناس لحكمهم ذوي المواهب والفضائل والكفايات ؛ وأخذوا يتحدثون عن الحكومة المخلصة ، ويعملون على نشر لواء السلم الشامل. وحينئذ لا يرى الناس أن آباءهم هم من ولدوهم دون غيرهم ، أو أن أبناءهم هم من ولدوا لهم ، بل تراهم يهيئون سبل العيش للمسنين حتى يستوفوا آجالهم ، ويهيئون العمل للكهول ، ووسائل النماء للصغار ، ويكفلون الحياة للأرامل من الرجال والنساء واليتامى وعديمي الأبناء ، ومن أقعدهم المرض عن العمل. هنالك يكون لكل إنسان حقه ، وهنالك تصان شخصية المرأة فلا يتعدى عليها. وينتج الناس الثروة ، لأنهم يكرهون أن تبدد وتضيع في الأرض ، ولكنهم يكرهون أن يستمتعوا بها دون غيرهم من الناس ، وهم يعملون لأنهم يكرهون البطالة ، ولكنهم لا يهدفون في عملهم إلى منفعتهم الشخصية. وبهذه الطريقة يقضى على الأنانية والمآرب الذاتية ، فلا تجد سبيلاً إلى الظهور ، ولا يرى أثر للصوص والنشالين والخونة المارقين ، فتبقى الأبواب الخارجية مفتحة غير مغلقة. هذا هو الوضع الذي أسميه التماثل الأعظم.

## أثر كونفوشيوس

### في الأمة الصينية
كان نجاح كنفوشيوس بعد موته ولكنه كان نجاحاً كاملاً. لقد كان يضرب في فلسفته على نغمة سياسية عملية حببتها إلى قلوب الصينيين بعد أن زال بموته كل احتمال لإصراره على تحقيقها. وإذ كان رجال الأدب في كل زمان لا يرتضون أن يكونوا أدباء فحسب ، فإن أدباء القرون التي أعقبت موت كنفوشيوس استمسكوا أشد استمساك بمبادئه ، واتخذوها سبيلاً إلى السلطان وتسلم المناصب العامة ، وأوجدوا طبقة من العلماء الكنفوشيين أصبحت أقوى طائفة في الإمبراطورية بأجمعها. وانتشرت المدارس في أنحاء البلاد لتعلم الناس فلسفة كنفوشيوس التي تلقاها الأساتذة عن تلاميذ المعلم الأكبر ، ونماها مِنْشِيس وهذبها آلاف مؤلفة من العلماء على مدى الأيام. وأضحت هذه المدارس المراكز الثقافية والعقلية في الصين فأبقت شعلة الحضارة متقدة خلال القرون الطوال التي تدهورت فيها البلاد من الوجهة السياسية ، كما احتفظ رهبان العصور الوسطى بجذوة الثقافة القديمة وبقليل من النظام الاجتماعي في العصور المظلمة التي تلت سقوط روما.
وكانت في البلاد طائفة أخرى هي طائفة «القانونيين» استطاعت أن تناهض وقتاً ما آراء كنفوشيوس في عالم السياسة ، وأن تسير الدولة حسب مبادئها هي في بعض الأحيان. ومن أقوالهم في الرد على كنفوشيوس أن نظام الحكم على المثل الذي يضربه الحاكمون ، وعلى الصلاح الذي تنطوي عليه قلوب المحكومين ، يعرّض الدولة لأشد الأخطار ، إذ ليس في التاريخ أمثلة كثيرة تشهد بنجاح الحكومات التي تسترشد في أعمالها بهذه المبادئ المثالية. وهم يقولون أن الحكم يجب أن يستند إلى القوانين لا إلى الحكام ، وإن الناس يجب أن يرغموا على إطاعة القوانين حتى تصبح إطاعتها طبيعة ثانية للمجتمع فيطيعوها راضين مختارين. ولم يبلغ الناس من الذكاء مبلغاً يمكنهم من أن يحسنوا حكم أنفسهم ، ولهذا فإنهم لا يصيبون الرخاء إلا تحت حكم جماعة من الأشراف ؛ وحتى التجار أنفسهم ، وإن أثروا ، لا يدل ثراؤهم على أنهم متفوقون في ذكائهم ، فهم يسعون وراء مصالحهم الخاصة ، وكثيرا ما يتعارض سعيهم هذا مع مصالح الدولة. ويقول بعض القانونيين إنه قد يكون من الخير للدولة أن تجعل رؤوس الأموال ملكاً عاماً للمجتمع ، وأن تحتكر هي التجارة ، وأن تمنع التلاعب بالأثمان وتركيز الثروة في أيدي عدد قليل من الأفراد. هذه آراء ظهرت ثم اختفت ثم عادت إلى الظهور مرة بعد مرة في تاريخ الحكومة الصينية.
ولكن فلسفة كنفوشيوس كتب لها النصر آخر الأمر. وسنرى فيما بعد كيف سعى شي هوانج دي، صاحب الحول والطول ، يعاونه رئيس وزراء من طائفة القانونيين ، للقضاء على نفوذ كنفوشيوس ، فأمر أن يحرق كل ما كان موجوداً وقتئذ من الكتابات الكنفوشية. ولكن تبين مرة أخرى أن قوة اللسان أعظم من قوة السنان. ولم يكن لعداء «الإمبراطور الأول» من نتيجة إلاّ أن يجعل الكتب التي أراد أن يعدمها كتباً مقدسة قيمة ، وأن يستشهد الناس في سبيل المحافظة عليها.حتى إذا انقضى عهد شي هوانج- دي ، وعهد أسرته القصير الأجل ، وجلس على العرش إمبراطور أحكم منه ، أخرج الآداب الكنفوشية من مخابئها وعيّن العلماء الكنفوشيين في مناصب الدولة ، وثبّت حكم أسرة هان ، وقوى دعائمه ، بأن أدخل آراء كنفوشيوس وأساليبه الحكيمة في برامج تعليم الشبان الصينيين وفي الحكومة. وقربت القرابين تكريماً لكنفوشيوس ، وأمر الإمبراطور بأن تنقش نصوص الكتب القديمة على الحجارة ، وأصبحت الكنفوشية دين الدولة الرسمي. وناهض الكنفوشية في بعض الأحيان نفوذ الدَّوية ، كما طغى عليها أحياناً أخرى سلطان البوذية ، حتى إذا كان عهد أسرة تانج أعادتها إلى مكانتها السابقة ، وأعلت من شأنها. ولما جلس على العرش تاي دزونج الأعظم أمر أن يشاد هيكل لكنفوشيوس في كل مدينة وقرية في جميع أنحاء الإمبراطورية ، وأن يقرب له فيها القرابين العلماء والموظفون.
وفي عهد أسرة زونج نشأت مدرسة قوية للكنفوشية الجديدة أضافت شروحاً وتعليقات لا حصر لها على الكتب الكنفوشية القديمة ، وعملت على نشر فلسفة أستاذها الأكبر وما أضافته إليها من شروح مختلفة في بلاد الشرق الأقصى ، وبعثت في اليابان نهضة فلسفية قوية. وظلت مبادئ كنفوشيوس من مبدأ قيام أسرة هان إلى سقوط أسرة منشو- أي ما يقرب من ألفي عام- تسيطر على العقلية الصينية وتصوغها في قالبها.والفلسفة الكنفوشية أهم ما يواجه المؤرخ لبلاد الصين ؛ ذلك أن كفايات معلمها الأكبر ظلت جيلاً بعد جيل النصوص المقررة في مدارس الدولة الصينية ، يكاد كل صبي يتخرج في تلك المدارس أن يحفظها عن ظهر قلب ، وتغلغلت النزعة المتحفظة القوية التي يمتاز بها الحكيم القديم في قلوب الصينيين ، وسرت في دمائهم ، وأكسبت أفراد الأمة الصينية كرامة وعمقاً في التفكير لا نظير لهما في غير تاريخهم أو في غير بلادهم ، واستطاعت الصين بفضل هذه الفلسفة أن تحيا حياة اجتماعية متناسقة متآلفة ، وأن تبعث في نفوس أبنائها إعجاباً شديداً بالعلم والحكمة ، وأن تنشر في بلادها ثقافة مستقرة هادئة أكسبت الحضارة الصينية قوة أمكنتها من أن تنهض من كبوتها وتسترد قواها بعد الغزوات المتكررة التي اجتاحت بلادها ، وأن تشكل هي الغزاة على صورتها وتطبعهم بطابعها. ولسنا نجد في غير المسيحية والبوذية ما نجده في الكنفوشية من جهود جبارة لتحويل ما جبلت عليه الطبيعة البشرية من غلظة ووحشية إلى تأدب ورقّة. ولسنا نجد في هذه الأيام- كما لم يجد الأقدمون في الأيام الخالية- دواء يوصف للذين يقاسون الأمرّين من جراء الاضطراب الناشئ من التربية التي تُعنى بالعقل وتهمل كل ما عداه ، ومن انحطاط مستوى القانون الأخلاقي وتدهوره ، ومن ضعف الأخلاق الفردية والقومية ، لسنا نجد دواء لهذا كله خيراً من تلقين الشباب مبادئ الفلسفة الكنفوشية. لكن تلك الفلسفة لا تستطيع وحدها أن تكون غذاء كاملاً للروح. لقد كانت فلسفة تصلح لأمة تكافح للخروج من غمرات الفوضى والضعف إلى النظام والقوة، ولكنها غل ثقيل يقيد البلد الذي ترغمه المنافسات الدولية على أن ينمو ويتطور.
ذلك أن قواعد الأدب واللياقة التي شكلت أخلاق الصينيين ونظامهم الاجتماعي أضحت قوة جارفة تسير كل حركة حيوية في طريق مرسوم لا تتحول عنه ، وكانت الفلسفة الكنفوشية تصطبغ بصبغة جامدة متزمتة ، وتقف في سبيل الدوافع الطبيعية القوية المحركة للجنس البشري ، وسمت فضائلها حتى بلغت حد العقم ؛ ولم يكن فيها قط مجال للهو والمجازفة كما لم يكن فيها إلا القليل من الصداقة والحب ، وقد أعانت على تحقير النساء وإذلالهن ، كما أعان ما فيها من كمال بارد على تجميد الأمة الصينية وجعلها أمة متحفظة لا يضارع عداءها للرقي إلا حبها للسلام. وليس من حقنا أن نعزو هذا كله إلى كنفوشيوس ، وأن نوجه إليه اللوم من أجله ، إذ ليس في مقدور إنسان أياً كان شأنه أن يسيطر على تفكير عشرين قرناً من الزمان. بل كل ما يحق لنا أن نطلبه إلى المفكر أن يضيء لنا بطريقة ما ، وبفضل تفكيره طوال حياته ، سبيل الفهم الصحيح. وقَلَّ أن تجد في العالم من اضطلع بهذا الواجب كما اضطلع به كنفوشيوس. وإذا ما قرأنا تعاليمه، وتبينا ما يجب أن نمحوه من فلسفته بسبب تقدم المعارف في العالم وتبدل أحواله ، وعرفنا قيمة ما يسديه إلينا من هداية في عالمنا الحاضر نفسه ، إذا فعلنا هذا نسينا من فورنا ما يشوب فلسفته من تفاهة تارة ومن كمال لا تطيقه الطبيعة البشرية تارة أخرى ، واشتركنا مع كونج جي حفيده الصالح التقي في هذا التسبيح الأعلى الذي كان بداية تأليه كنفوشيوس.
لقد نقل جونج- في عقائد يُو وشوِن كأنهما كانا من آبائه ، ونشر نظم وُن ووُو واتخذهما مثلين يحتذيهما وينسج على منوالهما. وكان في صفاته الروحية قديساً أو ملاكاً يتناغم مع السماء، ولكنه لم ينس قط أنه مخلوق من طين وماء. وهو يشبه السماء والأرض في أنه كان عماداً لكل شيء وعائلاً لكل شيء، يحجب نوره كل شيء، وتغطي ظلاله كل شيء. وهو أشبه بالفصول الأربعة في تتابعها وانتظام سيرها، وأشبه بالشمس والقمر في تتابع ضيائهما.
فهو في شموله واتساع آفاقه كالسماء ، وفي عمق تفكيره ونشاطه كالهوة السحيقة والعين الجائشة الفوارة. إذا رآه الناس وقروه وعظموه ، وإذا تكلم صدقوه ، وإذا فعل أعجبوا بفعله وأحبوه. ولهذا ذاع صيته في «المملكة الوسطى» وانتشر بين القبائل الهمجية ، فحيثما وصلت السفائن والمركبات ، وحيثما نفذت قوة الإنسان ، وفي كل مكان امتد على سطح الأرض وأظلته السماء وأضاءته الشمس وأناره القمر ، وفي كل بقعة مسها الصقيع وطلها الندى- يجله ويحبه كل من سرى فيه دم الحياة وترددت في صدره أنفاسها ، حباً صادقاً لا تكلف فيه ولا رياء ، ولهذا قيل عنه إنه: «هو والسماء صنوان».

## أسطورة مولده وأحفاده
وتصف الأقاصيص الصينية الخيالية، كيف أعلنت الأشباح إلى أمه الشابة مولده غير الشرعي، وكيف كانت الهولات تحرسها والأرواح الإناث تعطي لها الهواء وهي تلده في أحد الكهوف. وتقول تلك الأقاصيص إنه كان له ظهر تنين، وشفتا ثور، وفم في سعة البحر، وإنه ولد من أسرة هي أقدم الأسر الباقية على قيد الحياة إلى الآن لأنه (كما يؤكد علماء الأنساب الصينيون) من نسل الإمبراطور العظيم هوانج- دي، وإن له أحفاداً كثيرين، وإن نسله لم ينقطع إلى وقتنا هذا. ولقد بلغ عدد من تناسل منهم منذ مائة عام أحد عشر ألفاً من الذكور، ولا تزال البلدة التي ولد فيها حتى هذا اليوم لا يعمرها إلا نسله- أو بعبارة أدق إلا نسل ابنه الوحيد؛ ومن نسله وزير المالية في الحكومة الصينية القائمة للآن في نانكنج.

## كتبه
- اللي - جي أو سجل المراسم وهو كتاب يشتمل على القواعد القديمة من آداب اللياقة ، والأسس الدقيقة لتكوين الأخلاق ونضجها ، بما يساعد على استقرار النظام الاجتماعي.
- كتب ذيولا وتعليقات على كتاب «إلاي - جنج» أو «كتاب التغيرات» وموضوعه علم ما وراء الطبيعة ، رغم حرصه على ألا يلج بفلسفته إلى هذا المجال المستعصي على عقل الإنسان وحسه.
- كتاب «الشي - جنج» وهو كتاب أناشيد قام بترتيبه وتبويبه، كما شرح فيه كنه الحياة ومبادئ الأخلاق الفاضلة.
- كتاب «التشو - شيو» وهو كتاب تاريخ سجل فيه أهم الأحداث التي وقعت في مدينته «لو».
- «الشو - جنج» وهو كتاب تاريخ آخر ولكنه أشمل، حيث جمع فيه أهم وأرقى ما وجده في حكم الملوك الأولين من الحوادث والقصص .

كما أن اتباعه ومريديه قد جمعوا أقواله وتعاليمه في أربعة كتب هي:
- كتاب «لوق يو» أو «الأحاديث والمحاورات» المعروف عند قرّاء اللغة الإنجليزية باسم «مجموعة الشذرات» أي شذرات كنفوشيوس.
- ما جاء في الفقرتين الرابعة والخامسة من الشو الثاني وهو المؤلف المعروف عند الصينيين باسم «الداشوه أو التعليم الأكبر»، ويعزو الفيلسوف والناشر الكنفوشي جوشي هاتين الفقرتين إلى كنفوشيوس نفسه ، كما يعزو باقي الرسالة إلى دزنج - تسان أحد أتباعه.
- كتاب «جونج يونج» أو «عقيدة الوسط» وهو الكتاب الفلسفي من كتب الصين.
- «كتاب منشيس» وهذا الكتاب هو خاتمة الآداب الصينية القديمة.

## أقواله وحكمه
من حكم كونفوشيوس :
لو قال كل إنسان ما يفكر فيه بصدق فإن الحوار بين البشر يصبح قصيراً جداً.
سلح عقلك بالعلم خير من أن تزين جسدك بالجواهر.
ليس من أغراك بالعسل حبيباً، بل من نصحك بالصدق عزيزاً.
العقل كالمعدة المهم ما تهضمه لا ما تبتلعه.
مما قاله عن لسان المرأة «إنك مهما حذرت من لسان المرأة فسوف تلدغ منه عاجلاً أو أجلاً».
إن تجاوز الهدف مثل عدم بلوغه.
ليست العظمة في ألا تسقط أبداً بل في أن تسقط ثم تنهض من جديد.
اعتق ما أحببت، فإذا عاد إليك فهو ملك لك إلى الأبد.
ما يبحث عنه الرجل النبيل موجود في نفسه، وما يبحث عنه الرجل الدنيء موجود عند الآخرين.

## روابط خارجية
- كونفوشيوس على موقع IMDb (الإنجليزية)
- كونفوشيوس على موقع الموسوعة البريطانية (الإنجليزية)
- كونفوشيوس على موقع ميوزك برينز (الإنجليزية)
- كونفوشيوس على موقع إن إن دي بي (الإنجليزية)
- كونفوشيوس على موقع ديسكوغز (الإنجليزية)